# Clal Center
Clal Centro (en hebreo: מרכז כלל‎ , Mercaz Clal), también conocido como Clal construcción (en hebreo: בנין כלל‎ , Binyan Clal), es una torre de oficinas de 15 pisos y un centro comercial cubierto en la calle Jaffa en Jerusalén. Terminado en 1972, fue el primer centro comercial cubierto de lujo en esa ciudad. Construido como parte de un plan para revitalizar la calle Jaffa, disfrutó de un breve período de alta ocupación hasta que muchos inquilinos se mudaron a centros comerciales y edificios de oficinas en nuevos suburbios en los años 1990. Es ampliamente visto como un fracaso comercial y arquitectónico.

## Localización
El Clal Center está ubicado en Jerusalén, Israel, en la esquina sureste de la calles Jaffa y Kiah , una cuadra al este del mercado Mahane Yehuda. Su fachada norte da a la calle Jaffa y Davidka Square y su fachada sur da a Agrippas Street. El edificio tiene varias entradas que dan a la calle Jaffa, Kiah Street y Agrippas Street, así como un estacionamiento subterráneo accesible desde Kiah Street.

## Historia

### Campus de la Alliance Vocational School

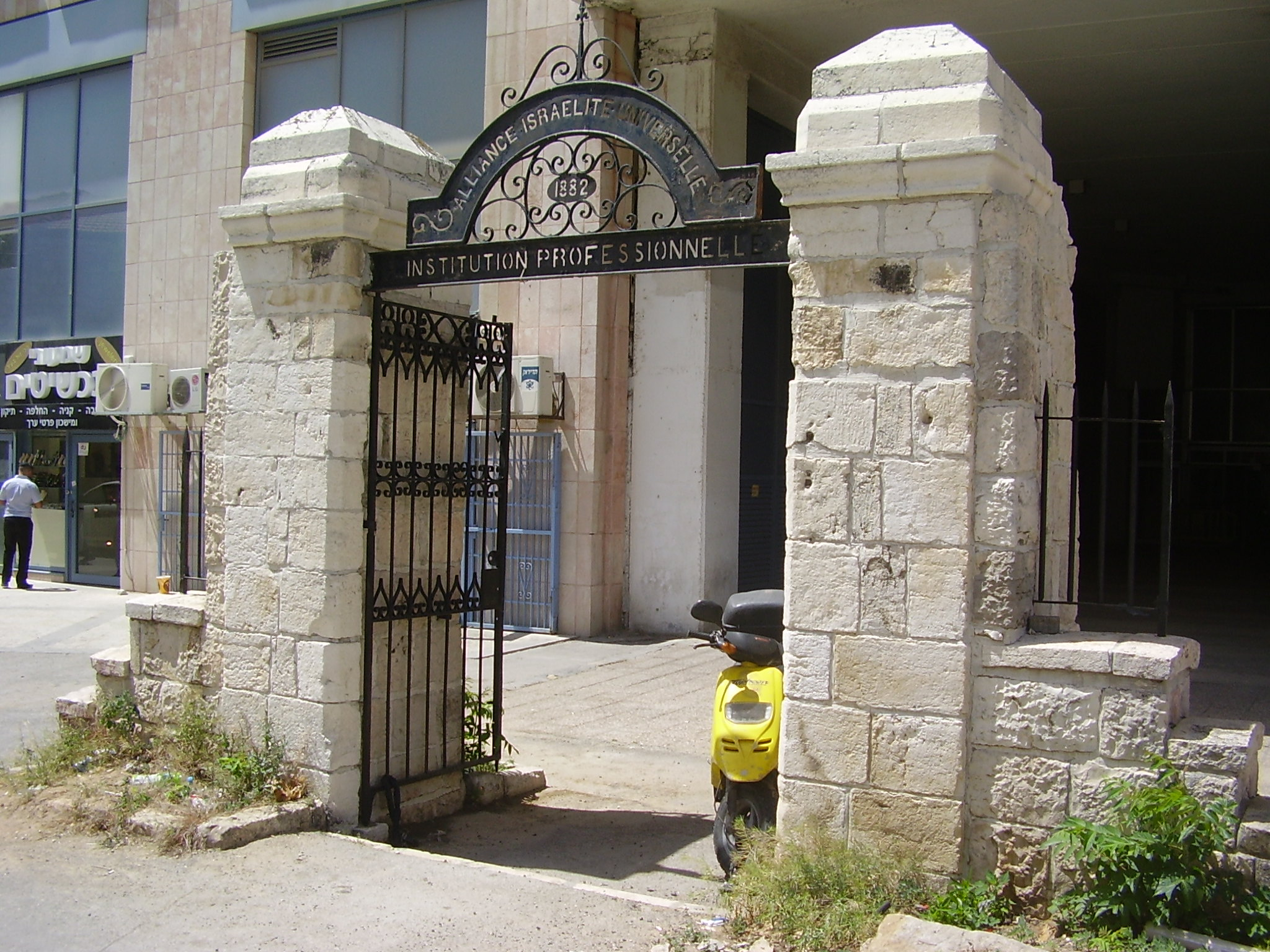
Puerta conmemorativa de la Alliance Vocational School

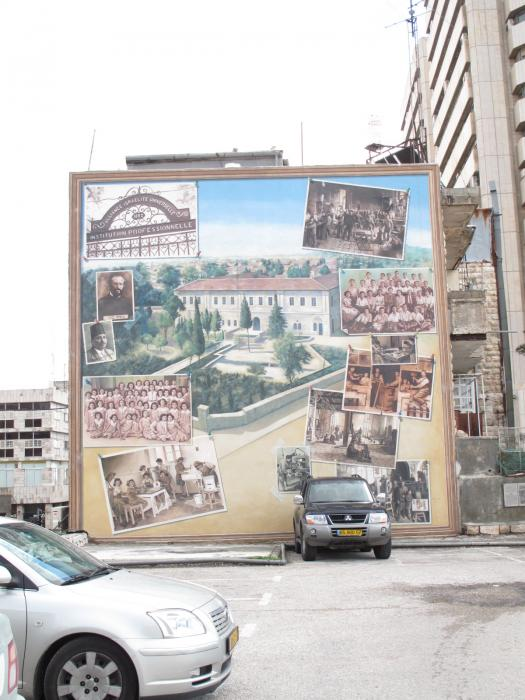
Mural que representa la Alliance Vocational School; el Clal Center se puede ver al fondo, a la derecha

El terreno en el que se encuentra el Centro Clal fue anteriormente parte del campus de la Escuela Vocacional de la Alianza (Escuela Kol Yisrael Haverim), la primera escuela comercial judía en Jerusalén. Inscribir su mayoría judíos sefardíes estudiantes, la escuela ofrece cursos de sastrería, zapatería, carpintería, herrería, mecánica, el grabado, la escultura (de piedra, madera y cáscara), calderería, el tejido, teñido, cantería y mampostería. Fundada en 1882 por la Alliance Israélite Universelle de París, la escuela ocupaba 0,017 km² de terreno y consistía en un edificio principal rodeado por largos edificios de talleres y jardines. La mayoría de los edificios escolares y el jardín fueron demolidos en 1970 para dar paso al Centro Clal.
En 1976, se colocó un monumento a la escuela demolida al costado del Clal Center, frente a la calle Jaffa. El monumento consta de una puerta de hierro decorativa grabada con el nombre de la escuela en francés. La puerta está montada entre dos columnas de piedra; no se encuentra en su ubicación original.
Otro monumento a la escuela destruida aparece en forma de mural en el estacionamiento del mercado Mahane Yehuda al oeste. Este mural muestra pinturas del edificio principal y el jardín, y fotografías de maestros y estudiantes.

### Objetivos del proyecto
El Centro Clal se concibió como un medio para aumentar la actividad comercial y la presencia peatonal entre el mercado Mahane Yehuda al oeste y el centro de la ciudad y la calle Ben Yehuda al este. Según el historiador de arquitectura de Jerusalén David Kroyanker, el Clal Center fue "el primer intento de crear un lujoso centro comercial techado en Jerusalén". También fue el primer proyecto en tener un ala adicional. La ciudad otorgó a los planificadores "derechos excepcionales de construcción" con la esperanza de que el proyecto impulsara la actividad empresarial y comercial en la calle Jaffa.

## Diseño

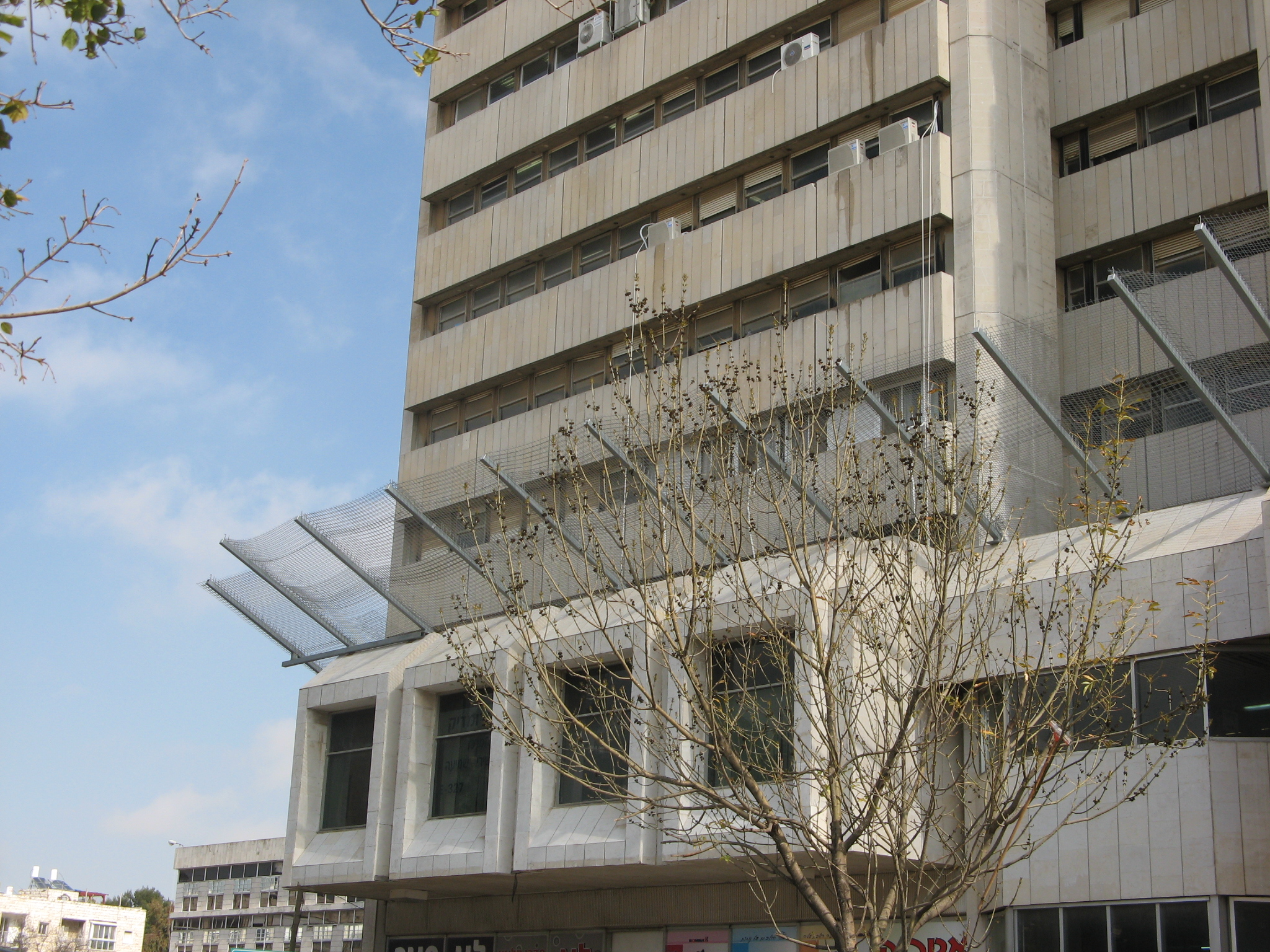
Redes de salvamento instaladas alrededor del exterior del edificio

El Clal Center, terminado en 1972, refleja la tendencia de los años 1970 en la arquitectura israelí que se alejó de los edificios a pequeña escala hacia proyectos que contenían "todo bajo un mismo techo". La torre de 15 pisos fue diseñada por el arquitecto israelí Dan Eitan, quien planeó muchos edificios públicos y torres de oficinas a gran escala en Israel, especialmente en Tel Aviv. 
Las áreas comerciales del Clal son grandes e incluyen una sala de cine. Las tiendas están situadas alrededor del perímetro de un gran atrio central. Originalmente, este estaba al aire libre, pero los daños causados por el clima obligaron a los planificadores a instalar un techo semitransparente. Varios ascensores acceden a las oficinas del piso superior.
El exterior del edificio refleja la arquitectura moderna con "líneas rectas, ventanas secuenciales y un revestimiento de piedra blanca suave". Debido a su altura, el Clal Center se convirtió rápidamente en el escenario de muchos suicidios. Posteriormente se instalaron redes de salvamento en el exterior del edificio.
Después de que se erigió el Centro Clal, surgió en Jerusalén una leyenda popular de que dos criminales habían asesinado a un tercero y lo habían enterrado en los cimientos de hormigón del Centro Clal. Este rumor puede haber sido iniciado por partes interesadas en el fracaso del proyecto.

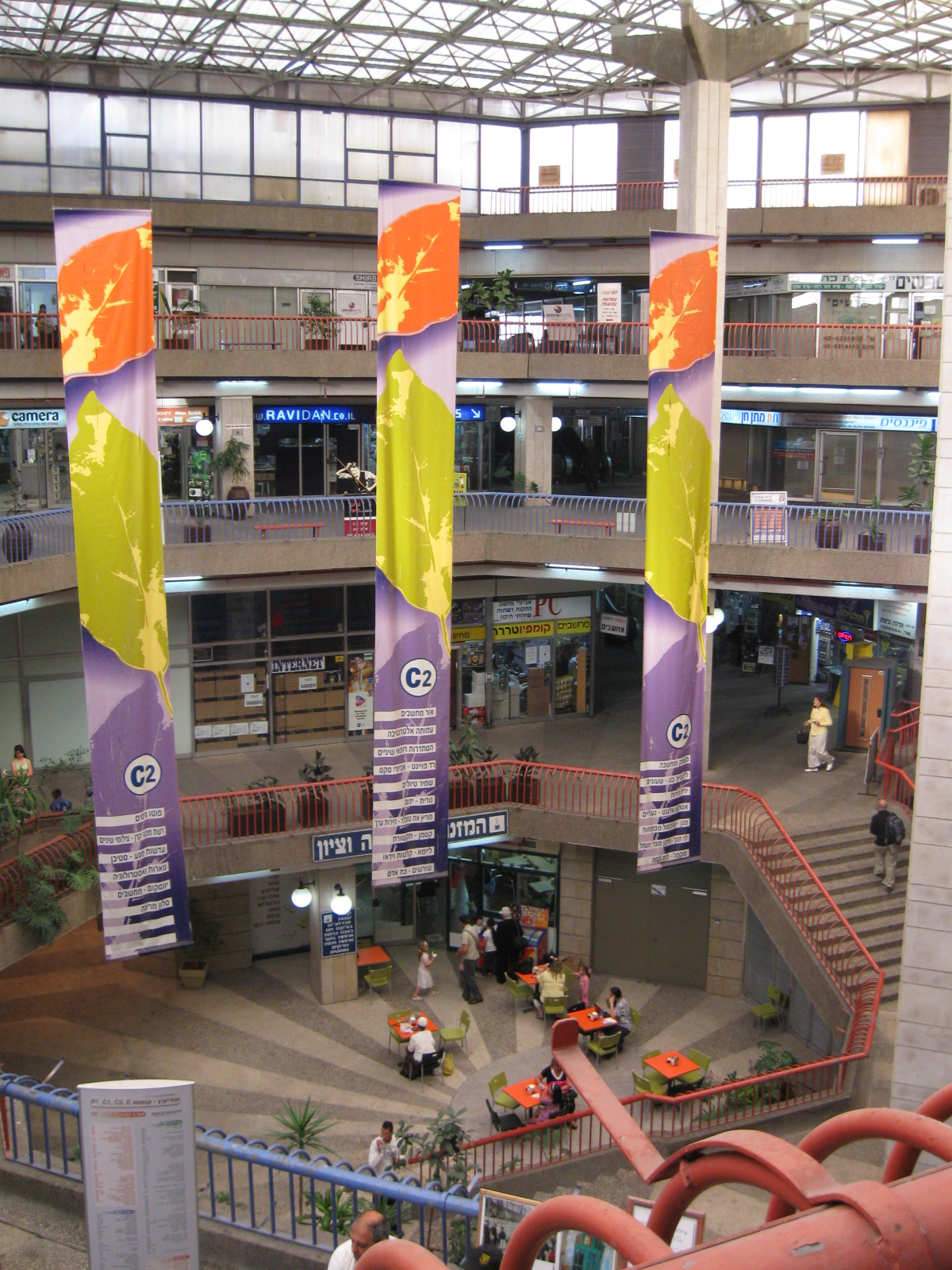
Vista parcial de los niveles de compras y el patio de comidas dentro del Clal Center

## Uso
El Clal Center disfrutó de una alta tasa de ocupación de oficinas gubernamentales, negocios y empresas privadas hasta mediados de los años 1980. La construcción de Malha Mall y las instalaciones gubernamentales en Givat Ram precipitaron el éxodo de muchas empresas privadas y gubernamentales en los años 1990, dejando desocupados pisos enteros de la torre de oficinas. Las tiendas a nivel comercial también comenzaron a cerrar por falta de clientes. Desde 2010 los comerciantes del mercado Mahane Yehuda utilizaban muchas tiendas como almacenes.
En el invierno de 2011-2012, 25 familias sin hogar que habían estado viviendo en campamentos de tiendas de campaña en Independence Park y el vecindario de Kiryat Yovel se alojaron en oficinas vacías en el Clal Center.
Los inquilinos actuales incluyen las siguientes oficinas gubernamentales: División de Accidentes de la Policía de Israel Ministerio de Transporte y Seguridad Vial, Autoridad de Corporaciones del Ministerio de Justicia y la Agencia de Cobranza y Ejecución. Otros inquilinos importantes son el centro de atención al cliente del tren ligero de Jerusalén y las sucursales del Bank Hapoalim y del Israel Discount Bank. El Rey de Reyes, una congregación cristiana mesiánica no confesional, abrió una "Torre de Oración de Jerusalén" en el piso 14 del Clal Center en 2004, que ofrece vistas panorámicas de la ciudad.
En 2011-2012, como parte de la conversión de la calle Jaffa en una zona solo para peatones, una pequeña área de estacionamiento entre el Clal Center y la calle Jaffa se reconstruyó en una plaza pública. El proyecto, que costó más de 4 millones de nuevos shaqalim, agregó un pavimento de granito, asientos públicos, árboles e iluminación decorativa.

## Crítica

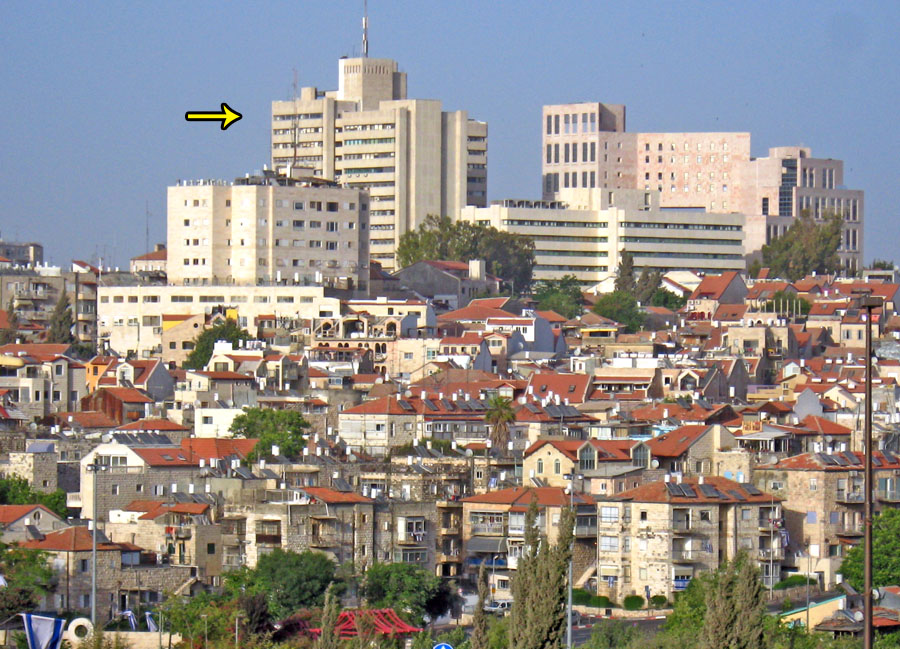
Clal Center (flecha) con el barrio de Nachlaot en primer plano

Casi desde sus inicios, el Clal Center fue blanco de críticas. Algunos críticos condenaron la decisión de demoler la histórica Escuela Vocacional de la Alianza para construir el proyecto en primer lugar. Otros señalaron que el estilo y la altura del edificio eran incompatibles con la arquitectura típica de Jerusalén de poca altura en el vecindario circundante.
Kroyanker señala que el edificio no ha envejecido bien; algunas de las baldosas de piedra se han caído y el resto parece curtido y sucio. En el interior, en los niveles comerciales, el "laberinto" de escaleras que conectan los niveles es difícil de navegar, y las "amplias superficies de granito crean un efecto muy lúgubre". También se han citado como problemáticas la mala iluminación y la accesibilidad al estacionamiento. Eitan, el arquitecto, agregó con franqueza el Clal Center a una exposición israelí de 1992 titulada "Malos trabajos".
El objetivo de aumentar la actividad comercial y empresarial en la calle Jaffa nunca se materializó. Se hicieron varios intentos para traer una presencia peatonal a la calle, como la construcción de la torre residencial Windows de al lado, pero hasta la fecha nada ha tenido éxito y el proyecto se ha considerado un fracaso comercial.
Kroyanker sostiene que el Clal Center no solo fracasó en revitalizar la calle Jaffa, sino que "en realidad aceleró su degeneración". En particular, señala la falta de tiendas ancla, la falta de continuidad de las pequeñas empresas y el cese de la actividad en las tiendas y bancos del Clal Center a primeras horas de la tarde para hacer del proyecto "un típico fracaso comercial de Jerusalén".

## Incidentes
El 11 de junio de 2003, un atacante suicida vestido como un judío haredí detonó un paquete explosivo en un autobús número 14 en dirección este frente al Centro Clal. El ataque mató a 16 e hirió a más de 100.
En julio de 2013, un hombre ingresó a un bufete de abogados en el Clal Center y mató a tiros a un padre y una hija que trabajaban como equipo legal por una aparente disputa comercial.